# 파이넥스 (솔루션)
파이넥스(finex)는 ERP 회계 데이터를 기반으로 기업 재무관리 업무를 자동화하는 소프트웨어 솔루션이다.이다.  한국에서는 아직 생소한 개념인 관리 회계(FP&A) 영역을 중심으로, KPI 설정 및 실적 추적, 예산 수립, 손익 분석, 자동 보고서 생성 등 재무팀의 업무를 효율화한다.

## 개요
파이넥스는 ERP 시스템에서 추출한 원장 데이터를 업로드하면, 이를 자동으로 분석하고 보고서로 구성하는 기능을 제공한다.  재무기획 및 분석(FP&A) 실무자가 수기로 처리하던 반복적인 회계 작업을 자동화하며,  클라우드 기반 SaaS 형태로 별도 설치 없이 사용할 수 있다.

## 회사 정보
- 설립일: 2022년
- 본사: 대한민국 서울특별시
- 기업 형태: 비상장 스타트업
- 웹사이트: 공식 홈페이지

## 주요 기능
- ERP 원장 기반 재무 분석: ERP 데이터에서 손익, 계정별 흐름 등 주요 지표 자동 산출
- AI 기반 오류 감지: 원장 데이터 이상 수치를 자동 감지하고 보고
- 예산 및 예측(Forecasting): 과거 실적 기반 예산안 시뮬레이션
- KPI 성과 추적: 부서/프로젝트 단위 KPI 설정 및 대시보드 제공
- 자동 리포트 작성: 월별·분기별 보고서 자동 생성

## 특징
- ERP 종류에 무관한 표준 원장 분석 지원
- 수치 검증, 실적 비교, 예산 분석의 반복 업무 자동화
- 웹 기반 SaaS로 설치 없이 빠른 도입 가능

## 활용 대상
- 재무기획 및 분석(FP&A) 담당자
- CFO 및 회계팀
- 데이터 기반 재무관리 도입을 검토하는 중소·중견기업

## 관련 기사
- ZDNet Korea - 엑셀로 재무관리? 이제는 구독형 솔루션으로
- 더페어 - AI 재무관리솔루션 파이넥스, 재무 담당자 대상 ‘KPI 예산관리 실무’ 웨비나
- AI 재무관리 '파이넥스', 제이앤씨시스템즈와 MOU 체결

## 관련 문서
- 전사적 자원 관리
- 재무제표
- SaaS